# József Gáti
József Gáti (2. května 1885 Užhorod – 1945 Německo) byl československý politik a meziválečný poslanec Národního shromáždění za Komunistickou stranu Československa z Podkarpatské Rusi.

## Biografie
Pocházel z malorolnické rodiny. Vychodil gymnázium v Užhorodu, studoval práva na Budapešťské univerzitě. Publikoval články a povídky v užhorodském listu Ungvári Közlöny. Byl aktivní i politicky. Od ledna 1919 působil v sociálně demokratické straně v Užhorodu, od roku 1921 byl členem KSČ (slučovací sjezd KSČ roku 1921 ho zvolil do vedení strany). Od ledna 1920 až do roku 1939 byl redaktorem listu Munkás Újság. Podle údajů k roku 1925 byl profesí advokátem v Užhorodu. Své právnické vzdělání využíval na pomoc chudým.
V doplňovacích parlamentních volbách na Podkarpatské Rusi v roce 1924 se stal poslancem Národního shromáždění. V řádných parlamentních volbách v roce 1925 mandát obhájil. V roce 1929 byl vyloučen z KSČ v rámci frakčních sporů. V říjnu 1929 uváděl československý tisk, že Gáti, označovaný za dosavadního vůdce komunistů na Podkarpatské Rusi, se vzdal všech funkcí a údajně se odebral do zahraničí. Tiskový orgán KSČ v tomto regionu Munkás Újság mezitím proti němu spustil kritiku.
Po maďarské okupaci v roce 1938 byl opakovaně zatýkán a v roce 1944 deportován do Německa.